# Mike Wallace
Mike Wallace (9 de maig de 1918 - 7 d'abril de 2012) va ser un periodista estatunidenc, presentador, actor i personalitat mediàtica. Va entrevistar una àmplia gamma de destacats periodistes durant la seva carrera de set dècades. Va ser un dels primers corresponsals del programa 60 minutes de la CBS, que va iniciar el 1968. Wallace es va retirar com a corresponsal habitual el 2006, però encara va aparèixer ocasionalment a la sèrie fins al 2008.
Wallace va entrevistar molts polítics, famosos i acadèmics, com Malcolm X, Richard Nixon, Pearl S. Buck, Deng Xiaoping, Ronald Reagan, Mohammad Reza Pahlavi, Jiang Zemin, Ruhollah Khomeini, Kurt Waldheim, Frank Lloyd Wright, Yasser Arafat, Menachem Begin, Anwar Sadat, Manuel Noriega, John Nash, Gordon B. Hinckley, Vladimir Putin, Maria Callas, Barbra Streisand, Salvador Dalí, Mahmud Ahmadinejad, William Carlos Williams, Mickey Cohen, Roy Cohn, Dean Reed, Jimmy Fratianno, Aldous Huxley, i Ayn Rand.
Va ser un dels corresponsals originals presentats al programa de notícies 60 Minutes de la CBS, que va debutar el 1968. Wallace es va retirar com a corresponsal regular a temps complet el 2006, però encara va aparèixer ocasionalment a la sèrie fins al 2008. Era el pare de Chris Wallace.

## Biografia

### Primers anys de vida
Wallace, el cognom de la família del qual era originalment Wallik, va néixer el 9 de maig de 1918 a Brookline, Massachusetts, de pares immigrants jueus russos. Es va identificar com a jueu i va afirmar que era la seva ètnia (en lloc de la religió) durant tota la seva vida. El seu pare era botiguer i corredor d'assegurances. Wallace va anar a la Brookline High School, graduant-se el 1935. Es va graduar a la Universitat de Michigan quatre anys més tard amb una llicenciatura en arts. Quan era estudiant universitari, va ser reporter del Michigan Daily i pertanyia al capítol Alpha Gamma de la fraternitat Zeta Beta Tau.

## Carrera

### 1930-1940: Ràdio
Wallace va aparèixer com a convidat al popular programa de ràdio Information Please el 7 de febrer de 1939, quan estava en el seu darrer any a la Universitat de Michigan. Va passar el seu primer estiu després de graduar-se treballant a l'aire a Interlochen Center for the Arts. El seu primer treball a la ràdio va ser com a locutor de notícies i escriptor de continuïtat per a la ràdio WOOD a Grand Rapids, Michigan. Això va durar fins al 1940, quan es va traslladar a la ràdio WXYZ a Detroit, Michigan com a locutor. Després es va convertir en un treballador de ràdio autònom a Chicago.
Wallace es va allistar a la Marina dels Estats Units el 1943 i durant la Segona Guerra Mundial va servir com a oficial de comunicacions a l’USS| Anthedon, un submarí. No va veure cap combat, però va viatjar a Hawaii, Austràlia i la badia de Subic a les Filipines, després va patrullar el mar de la Xina Meridional, el mar de les Filipines i el sud del Japó. Després de ser donat d'alta el 1946, Wallace va tornar a Chicago.
Wallace va presentar els programes de ràdio Curtain Time, Ned Jordan: Secret Agent, Sky King, The Green Hornet, Curtain Time, i The Spike Jones Show. Es diu que Wallace va presentar El genet solitari, però Wallace va dir que mai ho havia fet. De 1946 a 1948, va interpretar el personatge principal a The Crime Files of Flammond a WGN i en sindicació.
Wallace va presentar un combat a Chicago a finals de la dècada de 1940 i principis de la dècada de 1950, patrocinat per la cervesa Tavern Pale.
A finals de la dècada de 1940, Wallace va fer de locutor de la cadena de ràdio CBS. Havia mostrat les seves habilitats còmiques quan va aparèixer al costat de Spike Jones en diàlegs. També va ser la veu d'Elgin-American als anuncis de la companyia a You Bet Your Life de Groucho Marx. Com Myron Wallace, va interpretar el detectiu de la ciutat de Nova York Lou Kagel a la sèrie dramàtica de ràdio de curta durada Crime on the Waterfront.

### 1940-1960: televisió
El 1949, Wallace va començar a traslladar-se al nou mitjà de televisió. En aquell any, va protagonitzar sota el nom de Myron Wallace un drama policial de curta durada, Stand By for Crime.

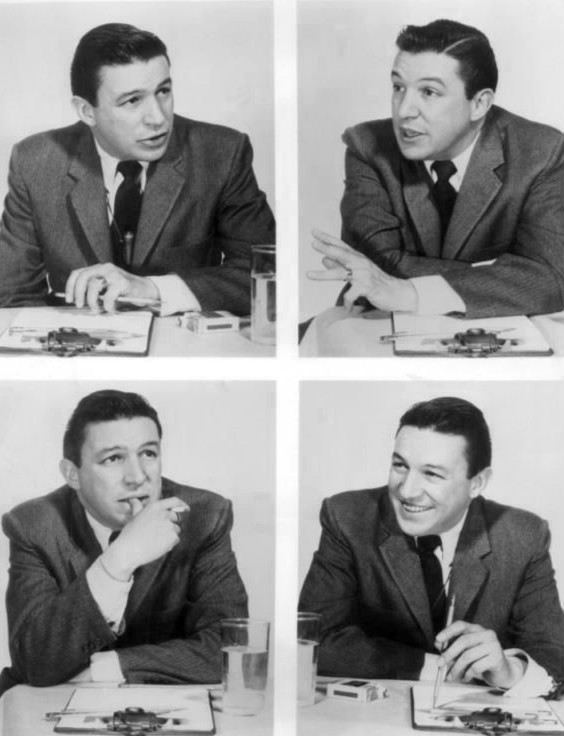
Foto publicitària del programa de televisió Mike Wallace Interviews, 1957

Wallace va organitzar una sèrie de concursos durant la dècada de 1950, com The Big Surprise, Who's the Boss? i Who Pays?. Al començament de la seva carrera, Wallace no era conegut principalment com a locutor de notícies. No era estrany durant aquell període que els locutors anunciessin, fessin publicitat i aorganitzessin programes de concursos; Douglas Edwards, John Daly, John Cameron Swayze i Walter Cronkite també van organitzar concursos. Wallace també va acollir l'episodi pilot de Nothing but the Truth, que va ser dirigit per Bud Collyer quan es va emetre sota el títol To Tell the Truth. Wallace va exercir de tant en tant com a panelista a To Tell the Truth a la dècada de 1950. També va fer anuncis publicitaris per a una varietat de productes, inclosos de la marca Fluffo de Procter & Gamble. L'estiu de 1959, va ser l'amfitrió del programa de jocs de la NBC Who Pays?
Wallace també va acollir dos programes d'entrevistes nocturnes, Night Beat (emès a la ciutat de Nova York durant 1955–1957, només al WABD de DuMont) i The Mike Wallace Interview a ABC el 1957–1958.
El 1959, Louis Lomax va parlar amb Wallace sobre la Nació de l'Islam. Lomax i Wallace van produir un documental de cinc parts sobre The Hate That Hate Produced, que es va emetre durant la setmana del 13 de juliol de 1959. El programa va suposar la primera vegada que la majoria de blancs van sentir parlar de la Nació, el seu líder, Elijah Muhammad, i el seu carismàtic portaveu, Malcolm X.
A principis de la dècada de 1960, els ingressos principals de Wallace provenien dels anuncis publicitaris de cigarrets Parliament, promocionant la seva "suavitud d'home" (va tenir un contracte amb Philip Morris per llançar els seus cigarrets com a resultat del patrocini original de l'empresa de The Mike Wallace Interview).
Entre juny de 1961 i juny de 1962, Wallace i Joyce Davidson van organitzar un programa d'entrevistes nocturn a Nova York per a Westinghouse Broadcasting anomenat PM East durant una hora; es va combinar amb el PM West de mitja hora, que va ser presentat pel crític de televisió del San Francisco Chronicle Terrence O'Flaherty. Westinghouse va sindicar la sèrie a les estacions de televisió que posseïa i a algunes altres ciutats. El canal 8 de la WFAA a Dallas, Texas, el va portar, però els espectadors d'altres estats del sud-oest, al sud profund i a les àrees metropolitanes de Chicago i Filadèlfia no van poder veure'l.
Una convidada freqüent al PM East va ser Barbra Streisand, encara que només sobreviu l'àudio d'algunes de les seves converses amb Wallace, ja que Westinghouse va esborrar les cintes de vídeo que mai es van fer o emetre.
També a principis dels anys 60, Wallace va ser l'amfitrió de la sèrie Biography produïda per David Wolper.
Després de la mort del seu fill gran el 1962, Wallace va decidir tornar a les notícies i va acollir una primera versió de CBS Morning News des del 1963 fins al 1966. El 1964 va entrevistar a Malcolm X, qui, mig en broma, va comentar: «Probablement ja sóc un home mort». El líder negre va ser assassinat uns mesos després, el febrer de 1965.

### Dècada de 1960-2000:60 minutes

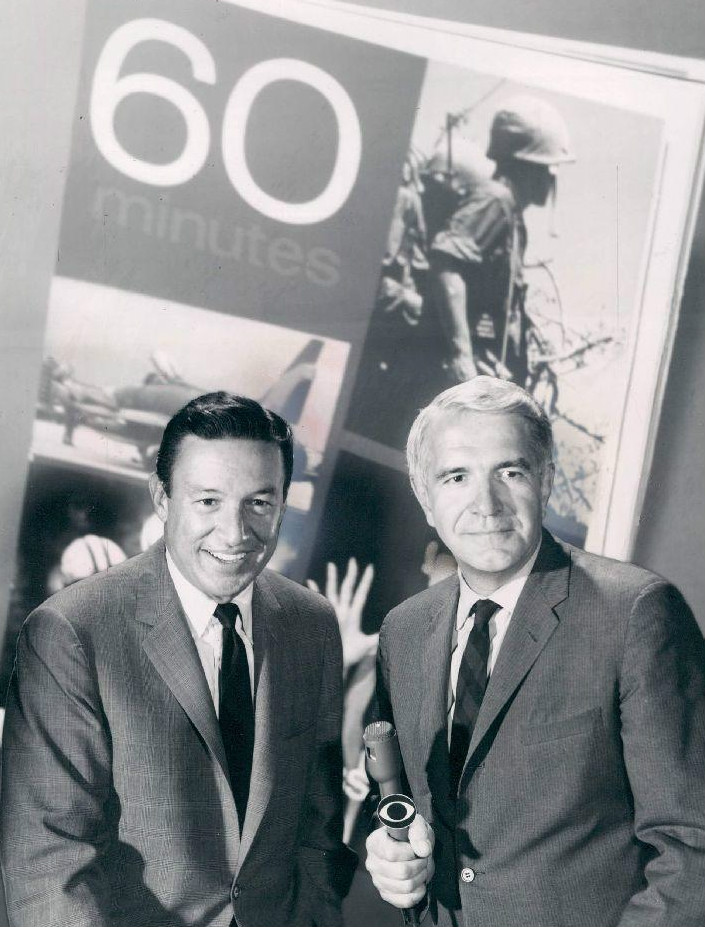
Wallace i Harry Reasoner a l'estrena de 60 Minutes, 1968

Wallace entrevistant el president Ronald Reagan el 1989

La carrera de Wallace com a reporter principal de 60 Minutes va provocar uns quants enfrontaments amb les persones entrevistades i reclamacions de mala conducta per part de les companyes. Mentre entrevistava Louis Farrakhan, Wallace va al·legar que Nigèria era el país més corrupte del món. Farrakhan va respondre immediatament que els nord-americans no estaven en posició moral per jutjar, i va declarar: «Ha llançat Nigèria una bomba atòmica que va matar gent a Hiroshima i Nagasaki? Han matat milions de nadius americans?» «Es pot pensar en un país més corrupte?» va preguntar Wallace. «Hi visc en un», va dir Farrakhan.
Wallace va entrevistar el general William Westmoreland per a l'especial de la CBS The Uncounted Enemy: A Vietnam Deception que es va emetre el 23 de gener de 1982. Westmoreland va demandar a Wallace i CBS per difamació. El judici va acabar el febrer de 1985 quan el cas es va resoldre de manera extrajudicial just abans que hagués passat al jurat. Cada part va acceptar pagar les seves pròpies despeses i honoraris d'advocat, i CBS va emetre un aclariment de la seva intenció respecte a la història original.
El 1981, Wallace es va veure obligat a disculpar-se per un insult racial que havia fet sobre els negres i els hispans. Durant una pausa mentre preparava un informe de 60 minutes sobre un banc que havia estat acusat d'enganyar els californians de baixos ingressos, Wallace va ser capturat en una cinta fent broma dient: «Apostes que els contractes són difícils de llegir si els llegeixes sobre la síndria o els tacs!»
Es va tornar a cridar l'atenció sobre aquest incident uns quants anys més tard, quan es van aixecar protestes després que Wallace fos seleccionat per pronunciar un discurs de graduació a la universitat durant una cerimònia en què Nelson Mandela va rebre un doctorat honoris causa en absència per la seva lluita contra el racisme. Wallace va qualificar inicialment la queixa dels manifestants d'«absoluta ximpleria». Tot i això, posteriorment es va disculpar pel seu comentari anterior i va afegir que quan havia estat estudiant dècades abans al mateix campus universitari, «tot i que mai m'havia causat cap dificultat seriosa aquí... Era molt conscient de ser jueu i era ràpid a detectar menyspreus, reals o imaginaris.... Els jueus vam sentir una mena de parentiu [amb els negres]», però «Senyor, sap, no anàvem al mateix vaixell d'esclaus».
La reputació de Wallace s'ha vist afectada retrospectivament per la seva admissió que havia assetjat col·legues femenines a 60 Minuts durant molts anys. A les dècades de 1970 i 80, el corresponsal de 60 Minuts, Mike Wallace, era conegut per posar la mà a l'esquena de les seves companyes de feina de CBS News i desenganxar els fermalls dels sostenidors. «No era un secret. Ho he fet», va dir Wallace a la revista Rolling Stone el 1991. El 2018, les afirmacions de mala conducta sexual a 60 Minuts van provocar la renúncia del productor executiu Jeff Fager, que havia assumit el paper de productor executiu després de la jubilació del creador del programa, Don Hewitt. Va dimitir uns quants mesos després d'una història del 27 de juliol de Ronan Farrow a The New Yorker. La història de Farrow no només va acusar Fager d'ignorar i permetre la mala conducta de diversos productors masculins d'alt rang a 60 Minuts, sinó que Farrow també va citar antics empleats que van acusar el mateix Fager de mala conducta.
El 14 de març de 2006, Wallace va anunciar la seva retirada de 60 minuts després de 37 anys amb el programa. Va continuar treballant per a CBS News com a "Emerit Correspondent", encara que a un ritme reduït. L'agost de 2006, Wallace va entrevistar el president iranià Mahmud Ahmadinejad. L'última entrevista de Wallace a la CBS va ser amb Roger Clemens, un dels protagonistes retirats del beisbol, el gener de 2008 amb 60 minuts. La salut de Wallace (Morley Safer el va descriure el 2006 com "amb l'energia d'un home de la meitat de la seva edat") va començar a fallar, i el juny de 2008 el seu fill Chris va dir que el seu pare no tornaria a la televisió.
Wallace va lamentar no haver aconseguit una entrevista amb la primera dama Pat Nixon.

## Vida personal

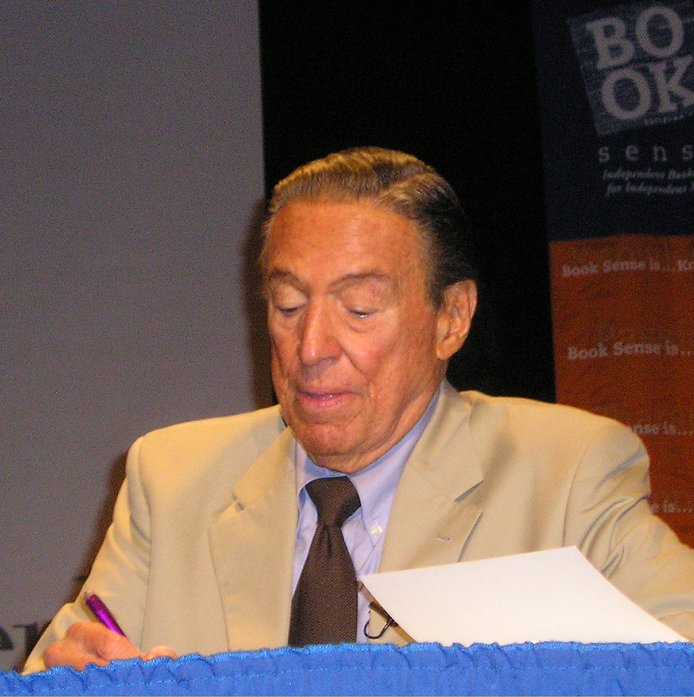
Wallace el 2007

Wallace va tenir dos fills amb la seva primera esposa, Norma Kaphan. El seu fill petit, Chris, també és periodista. El seu fill gran, Peter, va morir als 19 anys en un accident d'escalada a Grècia el 1962.
De 1949 a 1954, Wallace es va casar amb la seva segona esposa, Patrizia "Buff" Cobb, una actriu i fillastra de Gladys Swarthout. La parella va presentar el Mike and Buff Show a la televisió de la CBS a principis dels anys cinquanta. També van acollir All Around Town el 1951 i 1952. Va morir el 2010.
Va estar casat amb la seva tercera esposa, Lorraine Perigord, des de 1955 fins al seu divorci el 1986.
El mateix any que es va divorciar de la seva tercera esposa (1986), es va casar amb la seva quarta i última esposa, Mary Yates, la vídua d'un dels seus millors amics i productor de televisió, Ted Yates, que va morir el 1967 mentre estava destinant-se a la NBC News durant la Guerra dels Sis Dies.
A més dels seus dos fills, Wallace va tenir una fillastra, Pauline Dora, i dos fillastres, Eames i Angus Yates.
Durant molts anys, Wallace va patir depressió sense saber-ho. En un article que va escriure per a Guideposts, Wallace va dir: "Havia tingut dies en què em sentia blava i va costar més que l'habitual fer-me un esforç per superar les coses que havia de fer". La seva condició va empitjorar el 1984 després que el general William Westmoreland presentés una demanda de dIFAmació de 120 milions de dòlars contra Wallace i CBS per declaracions que es van fer en el documental The Uncounted Enemy: A Vietnam Deception (1982). Westmoreland va afirmar que el documental el va fer aparèixer com si hagués manipulat la intel·ligència. La demanda, Westmoreland v. La CBS, més tard, va ser abandonada després que la CBS emetés un comunicat explicant que mai van pretendre retratar el general com a deslleial o antipatriòtic. Durant el procediment, Wallace va ser hospitalitzat amb el que es va diagnosticar com a esgotament. La seva dona Mary el va obligar a anar a un metge, que li va diagnosticar depressió clínica. Se li va receptar un antidepressiu i va ser psicoterapeuta. Per la creença que seria percebut com a debilitat, Wallace va mantenir la seva depressió en secret fins que la va revelar en una entrevista amb Bob Costas al programa de conversa de la nit tardana de Costas, Later. En una entrevista posterior amb el seu col·lega Morley Safer, va admetre haver intentat suïcidar-se al voltant de 1986.
Wallace va rebre un marcapassos més de 20 anys abans de la seva mort, i va ser sotmès a una derivació d'artèria coronària el gener de 2008. Va viure en un centre d'atenció els últims anys de la seva vida. El 2011, el presentador de la CNN Larry King el va visitar i va informar que estava en bon estat, però que la seva condició física estava disminuint notablement.
Wallace es considerava a si mateix un polític moderat. Va ser amic de Nancy Reagan i la seva família durant més de 75 anys. Nixon volia que Wallace fos el seu secretari de premsa. Fox News va dir: "No encaixava en l'estereotip del periodista liberal oriental". Interviuat pel seu fill el diumenge de Fox News, se li va preguntar si entenia per què la gent sentia desinterès cap als mitjans de comunicació. "Creuen que són com més d'ulls amples; liberals", va respondre Mike, una noció que va rebutjar com a «maleïda ximpleria».

## Mort
Wallace va morir a la seva residència de New Canaan, Connecticut, per causes naturals el 7 d'abril de 2012. La nit després de la mort de Wallace, Morley Safer va anunciar la seva mort en 60 minuts. El 15 d'abril de 2012, es va emetre un episodi complet de 60 Minuts dedicat a recordar la vida de Wallace. Va ser enterrat al cementiri West Chop de Tisbury, Massachusetts.

## Premis i reconeixements
El 1989, Wallace va rebre el títol de Doctor honoris causa en Dret per la Universitat de Pennsilvània. Els honors professionals de Wallace van incloure 21 premis Emmy, entre ells un informe poques setmanes abans dels atemptats de l'11 de setembre per a una investigació sobre el programa de verola de l'antiga Unió Soviètica i preocupacions pel terrorisme. També va guanyar tres premis Alfred I de la duPont-Columbia University, tres George Foster Peabody, un Robert E. Sherwood Award, un Distinguished Achievement Award de la University of Southern California School of Journalism, el Golden Plate Award de l’American Academy of Achievement., i un premi de periodisme Robert F. Kennedy en la categoria de transmissió internacional. El setembre de 2003, Wallace va rebre un Emmy Lifetime Achievement, el seu 20è. Més recentment, el 13 d'octubre de 2007, Wallace va rebre el Premi de la Universitat d'Illinois a la seva trajectòria en periodisme.
- 1991: Premi Paul White, Radio Television Digital News Association[45]
- 1999: Premi Gerald Loeb per a la televisió de xarxa i de gran mercat per una peça d'investigació sobre la indústria farmacèutica internacional[46]

## Retrats de ficció
Wallace va ser interpretat per l'actor Stephen Rowe a la versió escènica de Frost/Nixon, però es va ometre del guió de l'adaptació cinematogràfica del 2008 i, per tant, de la pel·lícula en si. A la pel·lícula de televisió estatunidenca de 1999 Hugh Hefner: Unauthorized, Wallace és interpretat per Mark Harelik. A la pel·lícula Un rostre en la multitud (1957), Wallace es va interpretar a si mateix. El 2020, Greg Dehm va interpretar Wallace a l'episodi 6 de la segona temporada de Manhunt, recreant l'entrevista de Wallace de 1996 a 60 Minutes amb Richard Jewell, el guàrdia de seguretat que va descobrir una bomba al Centennial Olympic Park d'Atlanta el juliol de 1996.

## Biografies
- Rader, Pere. Mike Wallace: una vida. Nova York: Thomas Dunne Books, 2012.ISBN 0-312-54339-5.
- Trobades properes: la pròpia història de Mike Wallace. Nova York: William Morrow, 1984.ISBN 0-688-01116-0ISBN 0-688-01116-0 (coescrita amb Gary Paul Gates).
- Entre tu i jo: una memòria. Nova York: Hyperion, 2005 (coescrita amb Gary Paul Gates).